# Невинномысский канал
Невинномысский канал (Невинномысский канал имени М.А. Суслова) — оросительный канал, передающий воду из реки Кубань в реку Егорлык.
Канал рассчитан на круглогодовой пропуск через головные сооружения 75 м³/с воды. У Невинномысска русло Кубани перекрыто плотиной. Имеются ГЭС — Свистухинская и Сенгилеевская.

## Строительство

На снимке члены Петровского районного штаба, созданного на сооружении Невинномысского канала

Строительство канала было начато 1 июня 1936 года, но прервано Великой Отечественной войной.
29 февраля 1944 года в соответствии с решением ГКО от 11 февраля 1944 года было принято постановление крайкома ВКП(б) о возобновлении строительства Невинномысского канала и Свистухинской ГЭС.
2 декабря 1944 года для ускорения темпов строительства канала на работы направлено 1200 военнопленных немцев. Для строительства потребовалось возвести 77 гидротехнических сооружений.
Ввод канала в эксплуатацию состоялся 13 августа 1948 года.

## Назначение
Основное назначение канала состоит в подаче воды из Кубани в Кубань-Егорлыкскую систему для орошения и обводнения засушливых степей Ставропольского края и Ростовской области, а также выработки электроэнергии.

## География
Канал берёт начало у Невинномысска, где река Кубань перекрыта плотиной, проходя через канал, вода попадает в Сенгилеевское водохранилище, часть воды которого попадает в Право-Егорлыкский канал, а другая часть — по реке Большой Егорлык подаётся в Манычские водохранилища.

## Память
В феврале 1982 года каналу было присвоено имя М.А. Суслова, а в 1988 году на плотине была установлена памятная доска.
В 2006 году на плотине была установлена памятная доска в честь строителя канала, Героя соцтруда А. Е. Бочкина.

## Ихтиофауна
В водоёме встречается до 34 видов рыб. Наиболее распространены: плотва, кавказский голавль, белый амур, кавказская верховка, пескарь, кубанский усач, уклейка, лещ, белый и пестрый толстолобики, судак, речной окунь и др. Канал используется для любительского рыболовства.

## Данные водного реестра
Код объекта в государственном водном реестре — 05010500312107000016754.